# Ozero Zverinoje
Ozero Zverinoje (ryska: Озеро Звериное) är en sjö i Belarus.   Den ligger i voblasten Vitsebsks voblast, i den norra delen av landet, 220 km norr om huvudstaden Minsk. Ozero Zverinoje ligger 148 meter över havet. Arean är 0,14 kvadratkilometer. Den sträcker sig 0,7 kilometer i nord-sydlig riktning, och 0,7 kilometer i öst-västlig riktning.
I omgivningarna runt Ozero Zverinoje växer i huvudsak blandskog. Runt Ozero Zverinoje är det ganska tätbefolkat, med 72 invånare per kvadratkilometer.